# Samuele Bersani (album)
Samuele Bersani è il terzo studio album del cantautore italiano Samuele Bersani, prodotto da Beppe D'Onghia e pubblicato nel 1997 dalla Pressing srl.

## Tracce
Testi di Samuele Bersani, musiche di Samuele Bersani e Beppe D'Onghia (eccetto dove indicato).
1. Giudizi universali – 3:56
2. Coccodrilli – 4:03
3. Tonight – 4:11
4. Braccio di Ferro – 3:45
5. Coppa Uefa – 5:26
6. Lolita – 3:50
7. Crazy Boy (feat. Peppe Servillo) – 4:42 (testo: S. Bersani – musica: P. Fabrizi)
8. L'istinto – 5:12
9. La risposta – 3:45 (L. Dalla - D. Minchiella - S. Cradock - S. Fowler - O. Harrison)
10. Figlio unico '72 – 1:19 (S. Bersani)

## Formazione
- Samuele Bersani – voce, cori, tastiera, pianoforte
- Roberto Guarino – chitarra acustica, chitarra elettrica
- Beppe D'Onghia – tastiera, programmazione, pianoforte
- Bruno Mariani – chitarra acustica, chitarra elettrica
- Maurizio Dei Lazzaretti – batteria
- Giovanni Imparato – percussioni
- Ricky Portera – chitarra
- Alberto Bollati – basso
- Roberto Gualdi – batteria
- Mario Arcari – oboe, flauto dolce, sassofono soprano